# Azrael (seriefigur)
Azrael (i Sverige tidigare kallad Morr-Bert) är Gargamels katt i serierna om Smurfarna.
Azrael, döpt efter dödsängeln Azrael, är en orange och vit katt med en svart nos och röd tunga. Han är nästan lika ond som sin herre och visar nästan alltid en ondskefull min. I filmen Smurfarna från 2011 gjordes Azraels röst av Frank Welker.